# Hilgenbergkapelle

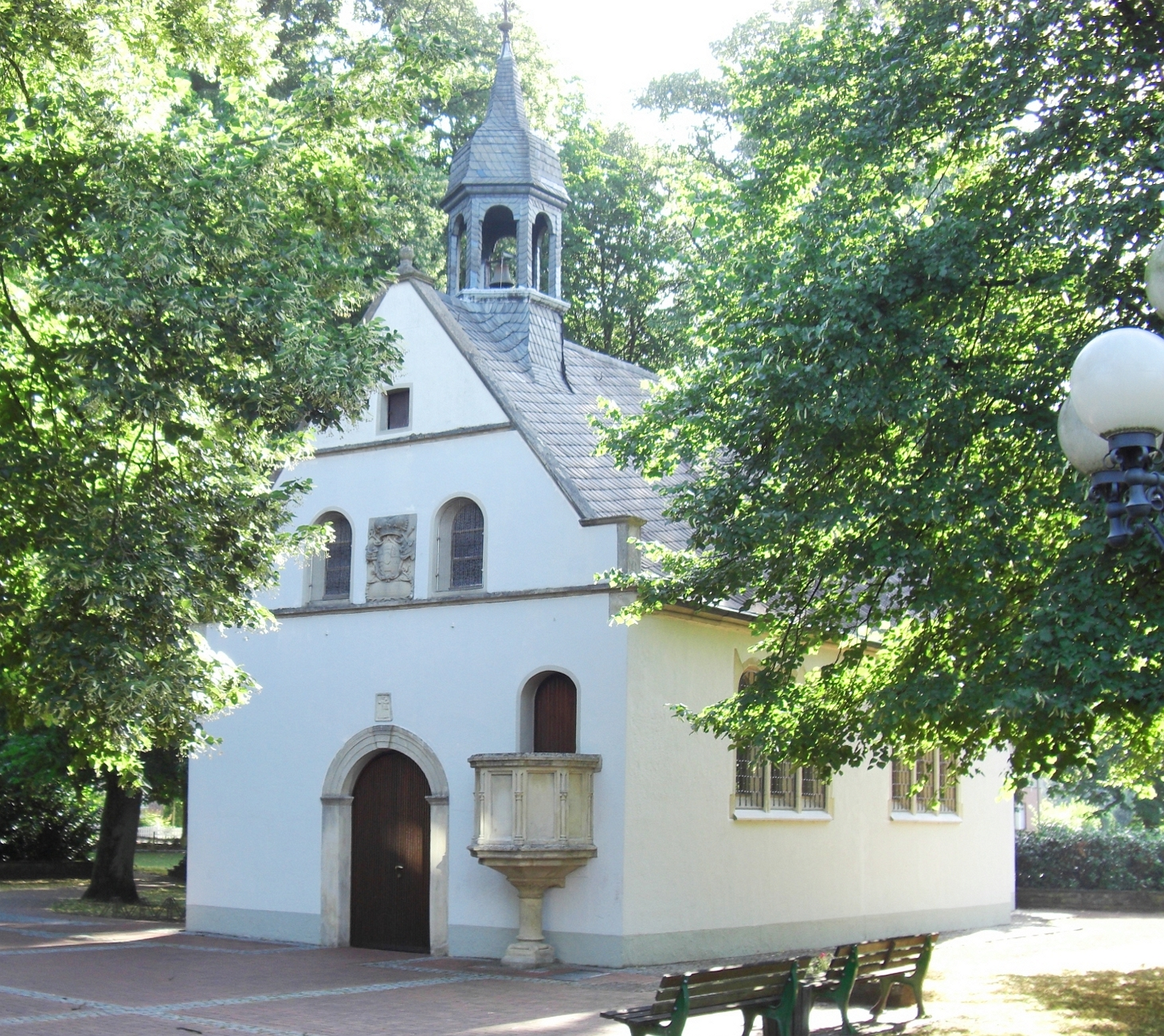
Hilgenbergkapelle

Die Hilgenbergkapelle Unserer Lieben Frau ist eine Wallfahrtskapelle in Stadtlohn.

## Beschreibung
Die Kapelle hat einen rechteckigen Grundriss. An der Giebelstirnseite ist neben dem Eingang eine Außenkanzel für Pilgergottesdienste im Freien angebracht. Das Satteldach ist mit schwarzem Schiefer gedeckt. Die Glocke ist in einem Dachreiter aufgehängt. Im Inneren ist am Altar ein Aufsatz mit zwei Medaillonreihen angebracht. Die rechte zeigt die Gesätze des schmerzhaften, die linke die des glorreichen Rosenkranzes, gipfelnd in der Krönung Mariens. Die Medaillons umgeben das Gnadenbild. Die Kassettendecke ist bei der Restaurierung der Kapelle um 1885 geschaffen worden.

## Geschichte
Die Hilgenbergkapelle wurde auf einem spätbronzezeitlichen oder jungeisenzeitlichen Brandgräberfeld errichtet, was die Vermutung nahelegt, dass dieser Ort schon zu dieser Zeit eine religiöse Bedeutung hatte. Der erste schriftliche Hinweis stammt aus dem Jahr 1525. 1616 wird die Osterdienstag-Prozession von der Stadtpfarrkirche zur Kapelle erwähnt. Nach seinem Sieg über den Tollen Christian in der Schlacht bei Stadtlohn 1623 soll Johann T’Serclaes von Tilly in der Hilgenbergkapelle gebetet haben. 1695 wurde die Kapelle neu errichtet. Den Auftrag gab Fürstbischof Christian von Plettenberg, dessen Wappen in der Mitte der Giebelwand angebracht ist. Seit dieser Zeit findet alljährlich am Fest Mariä Heimsuchung, dem 2. Juli, eine Prozession statt. Seit 1717 werden auch Wallfahrten aus den Nachbarorten genannt. Berichte von Wunderheilungen in den Jahren 1739–1749 sowie Viehseuchen in den Jahren 1761 und 1779 ließen den Zustrom der Pilger schnell anwachsen. In der Nacht vom 13. auf den 14. September 1886 wurde das Madonnenbild gestohlen. Nur ein kleines Reliefbild im Scheitel des Portalbogens erinnert noch an sein Aussehen. Danach ging die Wallfahrt zurück. Bischof Michael Keller überließ den Stadtlohnern 1954 ein neues Wallfahrtsbild, die sogenannte Raesfelder Madonna aus dem 15. Jahrhundert, als Dauerleihgabe des Bistums Münster.